# Триптих (Пучини)
„Триптих“ (на италиански: Il trittico) е название на цикъл от три едноактни опери на Джакомо Пучини. Замислен още през първите години на 20. век, той се създава в периода 1913 – 1918 г. Либретистите са Джузепе Адами и Джовакино Форцано. Трите опери – трагическата „Мантията“, лирическата „Сестра Анджелика“ и комическата „Джани Скики“ представят различни епохи, места и социални среди. Според концепцията на Пучини цикълът е неразривно цяло, трите му части трябва да се изнасят заедно в определен ред, при който контрастът между „Мантията“ и „Джани Скики“ се уравновесява от „Сестра Анджелика“. „Триптих“ е последното завършено от Пучини произведение и се оценява като върхово постижение на неговото творчество. Премиерата е на 14 декември 1918 г. в Метрополитън опера.

## История

### Възникване на концепция
Идеята за създаването на едноактни опери възниква у Пучини още в първите години на 20. век, когато този кратък формат, популяризиран от оперното течение веризъм, става много успешен. По това време той е увлечен от „Божествена комедия“ на Данте и мисли за създаване на оперен цикъл, който да носи послания, илюстриращи трите части на поемата. В търсенето на подходящи сюжети композиторът разглежда различни произведения. Отначало той смята да използва романа трилогия на Алфонс Доде и да създаде опера от три части за неговия герой Тартарен. По-късно се спира на разказите на Максим Горки и решава частите на трилогията да бъдат с контрастно емоционално оцветяване. През 1904 г. в писмо до своя либретист Луиджи Илика пише: „Аз държа на трите цвята“. Не намира обаче подходяща тема за заключителната опера и идеята изостава на фона на работата над другите опери, още повече, че тя няма и подкрепата на Джулио Рикорди, влиятелния музикален издател и дългогодишен партньор на Пучини. Аргументите на Рикорди против цикъла са трудностите с неговото поставяне, тъй като не всеки оперен театър може да осъществи скъпия спектакъл с три различни испълнителски състава.
През май 1912 г. в Париж Пучини се запознава с едноактната пиеса на Дидие Голд (Didier Gold), „La houppelande“, харесва я и през 1913 г. Рикорди урежда правата за опера. За запълването на театралната вечер първоначално разглежда варианта за съвместното ѝ представяне с първата си опера „Вилите“. Същевременно търси възвишено и леко съдържание за опера, която да създава контрапункт на френския сюжет, трагичен и мрачен. Концепцията за цикъла се развива и през юни 1913 г. Пучини вече формулира идеята си за неговите съставни части и тяхната подредба – първата опера по „La houppelande“ на Голд, след това тема от Д'Анунцио и завършващ сюжет по произведение на френския писател Тристан Бернар (Tristan Bernard). Търсенето за двете части на цикъла приключва, когато Джовакино Форцано (Giovacchino Forzano) предлага свой материал за живота на монахини. Пучини веднага харесва темата, тя му е близка по лични причини. Сестра му Иджиния е игуменка в женски манастир и той познава неговата атмосфера. Операта „Сестра Анджелика“ става втора в цикъла. Темата за третата, сюжет от ХХХ песен от „Ад“ на „Божествена комедия“, отново предлага Форцано. Пучини, отначало малко скептичен по отношение на историята от средновековна Флоренция, се съгласява.

### Създаване
През 1913 г. Пучини започва композирането на „Мантията“ по пиесата на Голд. Прекъсва за две години, през които работи над другата си опера, Лястовичката. През 1915 г. се връща към „Мантията“, композирането на операта завършва на 25 ноември 1916 г. Не бърза обаче с нейната постановка, защото вече е решил, че тя ще е част на трилогия. През декември 1916 г. Форцано му предлага да преработи своя текст за втората опера, „Сестра Аджелика“, през февруари 1917 г. споделя своята идея за сюжет за третата опера, „Джани Скики“. Пучини приема предложенията и Форцано започва подготвянето на двете либрета.
Пучини работи над „Сестра Аджелика“ много бързо. Музиката на операта създава между март и юли 1917 г., с оркестрирането е готов през септември. След това започва композирането на „Джани Скики“, през февруари 1918 г. прави оркестрацията, завършва работата над партитурата през април. През май 1918 г. е определено мястото за световната премиера на цикъла – Метрополитън опера в Ню Йорк, през август Пучини се среща с диригента Роберто Морандзони (Roberto Moranzoni).
Работното название на цикъла никога не е било „Триптих“, Пучини споменава за него като „Триада“ и „Триолет“. „Триптих“ се предлага от Тито Рикорди, сина на Джулио Рикорди. Това название се подлага на обсъждане в кръга на композитора и в крайна сметка се приема, въпреки че никой не е доволен от избора. Пучини се отнася към него скептично и го смята за неподходящо.

### Премиери
Световната премиера на „Триптих“ е на 14 декември 1918 г. на сцената на Метрополитън опера. Маестрото не присъства нито на репетициите, нито на самото представление. Причината е несигурността на презокеанското пътуване по време на Първата световна война. Нюйоркската публика с нетърпение очаква представлението, билетите за него се разпродават изцяло. Публиката обаче реагира сдържано на първите две опери и само „Джани Скики“ се радва на бурни аплодисменти и въсторжена реакция. Диригентът на постановката е Роберто Морандзони, сред бляскавия изпълнителски състав са Клаудия Муцио, Жералдин Фарар (Geraldine Farrar) и Джузепе де Лука (Giuseppe de Luca). Американското сопрано Мари Тифани (Marie Tiffany) изпълнява второстепенните партии и в трите опери.
Италианската премиера на „Триптих“ се изнася на 11 януари 1919 г. в Театро Констанци (Teatro Constanzi) в Рим. В Италия отново най-голям успех има операта „Джани Скики“ и още през февруари Пучини с приятелите си основава във Виареджо „Клуб Джани Скики“.
През 1919 г. „Триптих“ се представя като цялостен спектакъл в Буенос Айрес (25 юни) и Рио де Жанейро (22 септември).
Във Великобритания първото представление на цикъла е на 18 юни 1920 г. в Кралска опера в Лондон. „Джани Скики“ се ползва с най-голям успех и на тази сцена.
През следващите две години „Триптих“ се поставя в редица европейски столици: Виена (Държавна опера, 20 октомври 1920 г.), Стокхолм (20 ноември 1920 г.), Прага (8 февруари 1921 г.), Монте Карло (24 март 1921 г.), Будапеща (9 декември 1922 г.).
В България премиерата на „Триптих“ е на 20 януари 1936 г. в София.
В Русия за първи път целият цикъл се поставя през 2003 г. на сцената на Мариински театър в Санкт Петербург.

### Постановки на оперите
Въпреки настояването на Пучини трите опери на „Триптиха“ да се показват заедно в едно представление, много театри при постановките си изключват „Сестра Анджелика“. Понякога опера от цикъла се комбинира с едноактна опера на друг композитор. Най-популярната „Джани Скики“ е била изнасяна дори с балета на Сергей Дягилев. „Сестра Анджелика“, която самият Пучини цени най-много в сравнение с другите две от трилогията, се представя относително рядко.

### Мантията
Действието се развива в Париж през 1910 г. Историята е за трагичен любовен триъгълник между собственик на баржа, неговата жена и докер. Измаменият съпруг убива своя съперник и го крие под мантията, с която преди е завивал детето и жена си.

### Сестра Анджелика
Действието се развива през 17. век в женски манастир. Сестра Анджелика е изпратена от аристократическото си семейство в манастир, защото има незаконородено дете. След години тя разбира за смъртта на детето си. В отчаянието си поема отрова, но преди да умре има видение – от небето слиза нейният син, воден от Дева Мария.

### Джани Скики
Действието се развива в средновековна Флоренция през 1299 г. Буозо Донати умира и оставя завещание, според което цялото му богатство става притежание на монаси. Роднините му се договарят с Джани Скики, да им помогне да си го вземат. Джани успява да излъже всички и да уреди наследството за себе си.